# Posidonius (cráter)

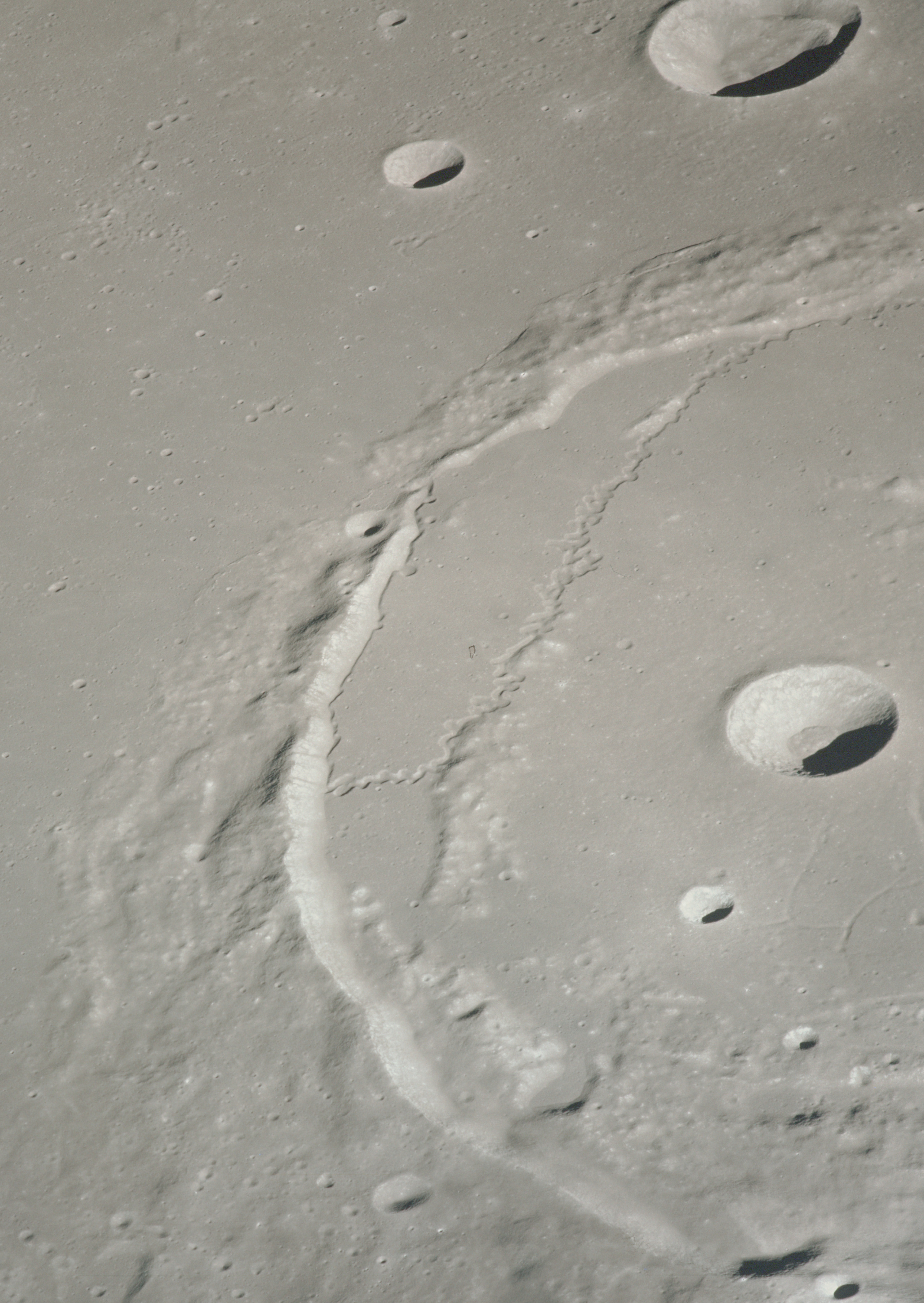
Fotografía de la misión Apolo 15

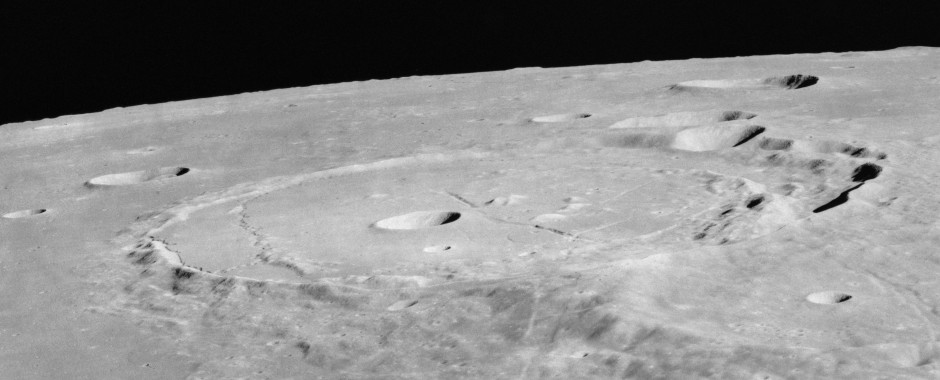
Vista oblicua de Posidonius desde el Apolo 17. Nótese que la lava que fluyo hacia el cráter alcanzó su brocal, y ha quedado claramente por encima de la llanura del mar situado al oeste (izquierda).

Posidonius  es un cráter de impacto lunar que está situado en el extremo nororiental del Mare Serenitatis, al sur del Lacus Somniorum. El cráter Chacornac está unido al borde sureste, y al norte se halla el cráter Daniell.
El borde de Posidonius es oscuro y poco profundo, especialmente en el borde occidental. Su interior ha sido cubierto por flujos de lava en el pasado. Los taludes del cráter todavía se pueden observar en el sur y en el este del borde del cráter, y en menor grado en el norte.
|  |  |

Presenta un borde semicircular interior, perteneciente a un cráter concéntrico, inundado dentro del borde principal, desplazado hacia el borde oriental. No posee ningún pico central, pero el suelo es montañoso y posee un sistema de grietas denominado Rimae Posidonius. La planta también está ligeramente abombada debido a una antigua efusión de lava, que también es probable que produjera el complejo de crestas. El extremo noreste es interrumpido por el cráter más pequeño Posidonius B. Dentro del borde del cráter, que se compensa justo al oeste del centro, aparece otro cráter más pequeño, Posidonius A.
En la superficie del Mar de la Serenidad, cerca de Posidonius, se localiza un sistema notable de dorsa que son paralelos a la costa cercana. Estos se designan como Dorsa Smirnov. La cima de estas crestas muestra un pequeño cráter con un diámetro de unos 2 km. Este cratercillo está rodeado por una zona de material de alto albedo, y es un ejemplo de un punto brillante lunar. Esta elevación fue designada anteriormente como Posidonius Gamma (γ).
Posidonius Gamma fue observado por primera vez por el cartógrafo lunar Julius Schmidt en 1857, quien señaló la similitud con la zona brillante que rodea el cráter Linné.

## Cráteres satélite
Por convención estos elementos son identificados en los mapas lunares poniendo la letra en el lado del punto medio del cráter que está más cerca de Posidonius.
|            | \| Posidonius \| Coordenadas \| Diámetro \| \| ---------- \| ---------------------------- \| -------- \| \| A \| 31°42′N 29°30′E / 31.7, 29.5 \| 11 km \| \| B \| 33°06′N 30°54′E / 33.1, 30.9 \| 14 km \| \| C \| 31°06′N 29°36′E / 31.1, 29.6 \| 2 km \| \| E \| 30°30′N 19°42′E / 30.5, 19.7 \| 3 km \| \| F \| 32°48′N 27°06′E / 32.8, 27.1 \| 6 km \| \| G \| 34°48′N 27°12′E / 34.8, 27.2 \| 5 km \| \| J \| 33°48′N 30°42′E / 33.8, 30.7 \| 22 km \| \| M \| 34°18′N 30°00′E / 34.3, 30.0 \| 10 km \| \| N \| 29°42′N 21°00′E / 29.7, 21.0 \| 6 km \| \| P \| 33°36′N 27°30′E / 33.6, 27.5 \| 15 km \| \| W \| 31°36′N 20°06′E / 31.6, 20.1 \| 3 km \| \| Y \| 30°00′N 24°54′E / 30.0, 24.9 \| 2 km \| \| Z \| 30°42′N 22°54′E / 30.7, 22.9 \| 6 km \| |          |
| Posidonius | Coordenadas | Diámetro |
| A          | 31°42′N 29°30′E / 31.7, 29.5 | 11 km    |
| B          | 33°06′N 30°54′E / 33.1, 30.9 | 14 km    |
| C          | 31°06′N 29°36′E / 31.1, 29.6 | 2 km     |
| E          | 30°30′N 19°42′E / 30.5, 19.7 | 3 km     |
| F          | 32°48′N 27°06′E / 32.8, 27.1 | 6 km     |
| G          | 34°48′N 27°12′E / 34.8, 27.2 | 5 km     |
| J          | 33°48′N 30°42′E / 33.8, 30.7 | 22 km    |
| M          | 34°18′N 30°00′E / 34.3, 30.0 | 10 km    |
| N          | 29°42′N 21°00′E / 29.7, 21.0 | 6 km     |
| P          | 33°36′N 27°30′E / 33.6, 27.5 | 15 km    |
| W          | 31°36′N 20°06′E / 31.6, 20.1 | 3 km     |
| Y          | 30°00′N 24°54′E / 30.0, 24.9 | 2 km     |
| Z          | 30°42′N 22°54′E / 30.7, 22.9 | 6 km     |